# Чемпионат Беларуси по борьбе 2025
Чемпионат Республики Беларусь по спортивной борьбе 2025 года - спортивный форум прошедший с 13 по 16 января во дворце спорта города Минск. С 13 по 14 января прошел чемпионат по греко-римской борьбе, где в командном зачете первое место заняла сборная Минской области. 
С 13 по 15 января прошло первенство по вольной борьбе среди женщин до 23 лет где в командном зачете победу одержала команда из Могилевской области.
С 15 по 16 января прошел чемпионат по вольной борьбе где в командном зачете победил коллектив из Гродненской области.

## Командный рейтинг[5]
| Место | Греко-римская борьба | Греко-римская борьба | Вольная борьба      | Вольная борьба |
| Место | Команда              | Очки                 | Команда             | Очки           |
| ----- | -------------------- | -------------------- | ------------------- | -------------- |
| 1     | Минская область      | 210                  | Гродненская область | 225            |
| 2     | Гродненская область  | 175                  | Минск               | 180            |
| 3     | Минск                | 136                  | Гомельская область  | 145            |

## Медалисты

### Греко-римская борьба
| Категория | Золото                                 | Серебро                                 | Бронза                                                                       |
| --------- | -------------------------------------- | --------------------------------------- | ---------------------------------------------------------------------------- |
| До 55 кг  | Александр Гурьев · Гродненская область | Максим Бродяк · Гомельская область      | Дмитрий Симончик · Минск                                                     |
| До 60 кг  | Владимир Косторонок · Минская область  | Данила Черепенько · Брестская область   | Михаил Кузьмич · Брестская область Расим Ибрагимов · Гродненская область     |
| До 63 кг  | Ярослав Кардаш · Гродненская область   | Архип Шопот · Минск                     | Артур Данильчик · Могилёвская область Никита Терехин · Гомельская область    |
| До 67 кг  | Глеб Макаренко · Гомельская область    | Иван Негода · Минская область           | Игорь Зворыкин · Могилёвская область Михаил Марковский · Минск               |
| До 72 кг  | Александр Леончик · Минская область    | Вячеслав Жегалов · Могилёвская область  | Никита Мурашко · Гродненская область Тимофей Карасев · Витебская область     |
| До 77 кг  | Илья Валевкий · Минская область        | Максим Шедь · Гродненская область       | Александр Печуренко · Могилёвская область Захар Яневич · Витебская область   |
| До 82 кг  | Илья Битеев · Гомельская область       | Шуай Мамедов · Гродненская область      | Дмитрий Бонько · Брестская область Павел Лях · Гродненская область           |
| До 87 кг  | Егор Ярошевич · Минская область        | Радик Кулиев · Гродненская область      | Василий Бугулак · Витебская область Станислав Шафаренко · Гомельская область |
| До 97 кг  | Кирилл Маскевич · Минская область      | Абубакар Хаслаханов · Минск             | Владислав Пустошилов · Минская область Глеб Наливко · Минск                  |
| До 130 кг | Павел Глинчук · Минская область        | Дмитрий Зарубский · Могилёвская область | Илья Юдчиц · Минская область                                                 |

### Вольная борьба
| Категория | Золото                                           | Серебро                                 | Бронза                                                                      |
| --------- | ------------------------------------------------ | --------------------------------------- | --------------------------------------------------------------------------- |
| До 57 кг  | Димчик Батамонкуев · Гродненская область         | Матвей Сыцевич · Брестская область      | Никита Савицкий · Могилёвская область Всеволод Живаго · Гродненская область |
| До 61 кг  | Арыйан Тютрин · Гродненская область              | Иван Громыко · Гомельская область       | Герберт Акопян · Минск Никита Березун · Минская область                     |
| До 65 кг  | Ислам Гусейнов · Минск                           | Анатолий Громыко · Гомельская область   | Дмитрий Шварц · Минск Магомедхан Магомедханов · Гродненская область         |
| До 70 кг  | Георгий Колиев · Гродненская область             | Никита Демченко · Минск                 | Денис Соловей · Гродненская область Шамиль Магомедов · Минск                |
| До 74 кг  | Никита Дмитриев · Гродненская область            | Егор Акулич · Минск                     | Муслим Махмудов · Минск Виталий Игнатович · Гродненская область             |
| До 79 кг  | Александр Вербицкий · Минск                      | Артём Белоусов · Гомельская область     | Илья Дворко · Витебская область Николай Совенко · Минск                     |
| До 86 кг  | Магомедхабиб Кадимагомедов · Гродненская область | Расул Тихаев · Минск                    | Илья Хамцов · Минск Аркадий Погосян · Витебская область                     |
| До 92 кг  | Ярослав Иодковский · Гродненская область         | Алексей Пархоменко · Гомельская область | Азамат Царикаев · Минская область Артём Игнатюк · Минск                     |
| До 97 кг  | Александр Гуштын · Гродненская область           | Владислав Козлов · Минск                | Василий Павлюченко · Могилёвская область                                    |
| До 125 кг | Денис Хроменков · Минская область                | Виталий Песняк · Гродненская область    | Павел Дятлов · Гомельская область Георгий Барцевич · Минск                  |